# Лагард, Людовик
Людовик Лагард (фр. Ludovic Lagarde, 20 сентября 1962, Париж) — французский театральный режиссёр.

## Биография
Окончил факультет театрального искусства Университета Париж III Новая Сорбонна (1985). Учился в Школе Théâtre en Actes Люсьена Марешаля (1986—1989). Был ассистентом режиссёра у Кристиана Скьяретти в его театральной труппе, затем в Национальном драматическом центре в Реймсе, директором которого Скьяретти стал в 1990. Дебютировал собственной постановкой в 1991, поставив три пьесы Беккета в Бельфоре. Постоянно сотрудничает с писателем Оливье Кадьо (ассоциированный артист Авиньонского фестиваля 2010 г.).
В 1997 создал собственную театральную компанию. Показывал с ней свои постановки в Театр де ла Коллин в Париже, в Национальном театре Страсбурга, драматических центрах Ренна, Нанси, Реймса, Тулузы, Анже, на Авиньонском фестивале (2004, 2007, 2008, 2010), а также в Нью-Йорке, Монреале, Турине, Белграде, в берлинской Шаубюне. Поставил несколько музыкальных спектаклей (оперы Люлли, Рамо, Шарпантье и др.).
С 1 января 2009 — директор Реймсского театра Comédie.

## Постановки
- 1991 : Les Trois Dramaticules: Solo, Cette fois, L’Impromptu d’Ohio Сэмюэла Беккета, Théâtre Granit, Бельфор
- 1992 : Гимн Дёрдя Швайды, Comédie, Реймс
- 1996 : Иванов Чехова, Festival du Jeune Théâtre, Алес
- 1999 : Полковник зуавов Оливье Кадьо, Théâtre national de la Colline, Париж
- 2000 : Кавказский меловой круг Брехта, Театр Антуана Витеза, Иври-сюр-Сен
- 2000 : Faust ou la Fête électrique Гертруды Стайн, Le Carreau, Форбак
- 2001 : Maison d’arrêt Эдварда Бонда, Théâtre national, Страсбург
- 2002 : Retour définitif et durable de l'être aimé Оливье Кадьо, Théâtre de la Manufacture; Théâtre national de la Colline
- 2004 : Fairy Queen Оливье Кадьо, Авиньонский фестиваль; Théâtre national de la Colline
- 2004 : Oui dit le très jeune homme Гертруды Стайн, Авиньонский фестиваль
- 2007 : Ричард III Шекспира, Авиньонский фестиваль
- 2008 : Резня Кристофера Марло
- 2008 : Ромео и Джульетта Оливье Кадьо и Паскаля Дюсапена, Опера-Комик
- 2008 : Variations Sarah Kane по Саре Кейн, Théâtre de la Cité internationale, Париж
- 2008 : Сёстры и братья Оливье Кадьо, Авиньонский фестиваль
- 2009 : Un nid pour quoi faire Оливье Кадьо, CDDB Théâtre, Лорьян
- 2010 : Доктор Фаустус, opéra électrique по Гертруде Стайн, текст Оливье Кадьо, Comédie, Реймс
- 2010 : Un nid pour quoi faire Оливье Кадьо, Авиньонский фестиваль; Théâtre de la Ville; Comédie, Реймс
- 2010 : Волшебник летом Оливье Кадьо, Авиньонский фестиваль; Центр Помпиду